# Paratrechina smythiesii
Paratrechina smythiesii är en myrart som först beskrevs av Auguste-Henri Forel 1894.  Paratrechina smythiesii ingår i släktet Paratrechina och familjen myror. Inga underarter finns listade i Catalogue of Life.